# Ліам Каннінгем
Ліам Каннінгем (англ. Liam Cunningham; * 2 червня 1961) — ірландський актор.

## Біографія
Каннінгем народився в районі Дубліна Іст Волл. Він виріс у римо-католицькій родині з трьома сестрами та братом. У 15 років Каннінгем залишив школу та почав працювати електриком. У 1980-х він на 3 роки виїхав у Зімбабве, а повернувшись, вирішив спробувати себе як актора. Його дебютним фільмом стала ірландська кінострічка «На Захід».

### Кінокар'єра
Каннінгем є найбільш відомим за його ролі у фільмах «Маленька принцеса», «Пси-воїни», «Вітер, що гойдає ячмінь», «Голод», «Центуріон», «Битва титанів», «Чорні метелики» та «Ірландець».
У 2012 році Каннінгем приєднався до акторського складу серіалу HBO «Гра престолів», де він грає колишнього контрабандиста Давоса Сіворта. У квітні 2013 він зіграв капітана радянського підводного човна в епізоді «Холодна Війна» серіалу BBC1 «Доктор Хто». 2017 року знався в фільмі «24 години на життя».

## Особисте життя
Каннінгем проживає в Дубліні з дружиною Колетт, з якою він має трьох дітей, дочку Еллен і синів Ліам-молодшого та Шона.